# Imperi italià

Itàlia
Colònies
Territori ocupat el 1940 i el 1942 amb protectorats

L'Imperi italià significa l'imperi colonial construït durant el segle XX per Itàlia, amb colònies a l'Àsia, Àfrica i Europa de l'Est. Oficialment, l'imperi es va establir el 9 de maig de 1936 amb el nomenament d'emperador d'Etiòpia de Víctor Manuel III d'Itàlia.
El colonialisme italià, que va començar el 1882 amb la possessió d'Assab a Eritrea, va ser un fenomen històric que va suposar l'expansió de la sobirania del Regne d'Itàlia en quatre territoris de l'Àfrica (Líbia, Somàlia, Etiòpia i Eritrea), el Dodecanès i Albània. A La Xina, n'hi havia una petita concessió a la ciutat de Tianjin. Amb la Segona Guerra Mundial totes les colònies es van perdre; solament la Somàlia italiana va romandre sota administració italiana fins a l'any 1960.

## Procés històric
Tot just vint anys després de la Unificació d'Itàlia (1861), els italians van començar a tractar de crear-se un imperi colonial.

### Antecedents
Quan els egipcis es van veure obligats a retirar-se el 1884, els diplomàtics italians van formar un acord amb el Regne Unit de la Gran Bretanya i Irlanda per a l'ocupació del port de Massawa que junt amb Assab va formar les anomenades possessions italianes a la Mar Roja, des de 1890, denominats colònia Eritrea.
Per al govern de Crispi, la ciutat de Massawa es va convertir en el punt de partida per a un projecte que havia de desembocar en el control de tota la Banya d'Àfrica. Als inicis dels anys 1880, aquesta zona era habitada per poblacions etiòpiques, somalis i d'altres més autònomes o sotmeses formalment a diversos dominants: els egipcis -per tota la costa de la mar Roja-, soldans -Harar, Obbia, Zanzíbar entre els més importants-, emirs o cacics tribals. Diferent és el cas d'Etiòpia, aleshores regida pel «Negus Neguesti» (Rei de Reis) Joan IV d'Etiòpia, però amb la presència d'un segon «Negus» (Rei) en els territoris del sud: Menelik II.
A través dels estudiants i comerciants italians que freqüentaven la zona des dels anys 1860, Itàlia va buscar dividir els dos Negus per tal de penetrar, primer políticament i després militarment, a l'interior de l'altiplà etiòpic. Entre els projectes es trobava l'ocupació de la ciutat santa d'Harar, l'adquisició de Zeila pels britànics i la renda del port de Kismaayo, situat en la desembocadura del riu Juba, a Somàlia. Els tres projectes no van concloure positivament, en particular la presa de la ciutat d'Harar per part de les forces etiòpiques de Menelik va impedir l'execució d'una operació similar per part de les forces italianes.
El 1889, Itàlia realitza una sèrie d'acords per mitjà del cònsol italià d'Aden amb els respectius soldans, els protectorats sobre el Sultanat de Hobyo i sobre el Soldanat de Majeerteen. El 1892, el Sultá de Zanzíbar va concedir d'arrendament els ports del Benadir -entre els que hi eren Mogadiscio i Brava- a la societat mercantil Filonardi. El Benadir, encara que estava administrat per una societat privada, va ser explotat pel Regne d'Itàlia com a base de partida per a les expedicions d'exploració amb direcció a les desembocadures del riu Juba i el riu Omo i per a l'assumpció d'un protectorat sobre la ciutat de Lugh.

### Inici sense èxit

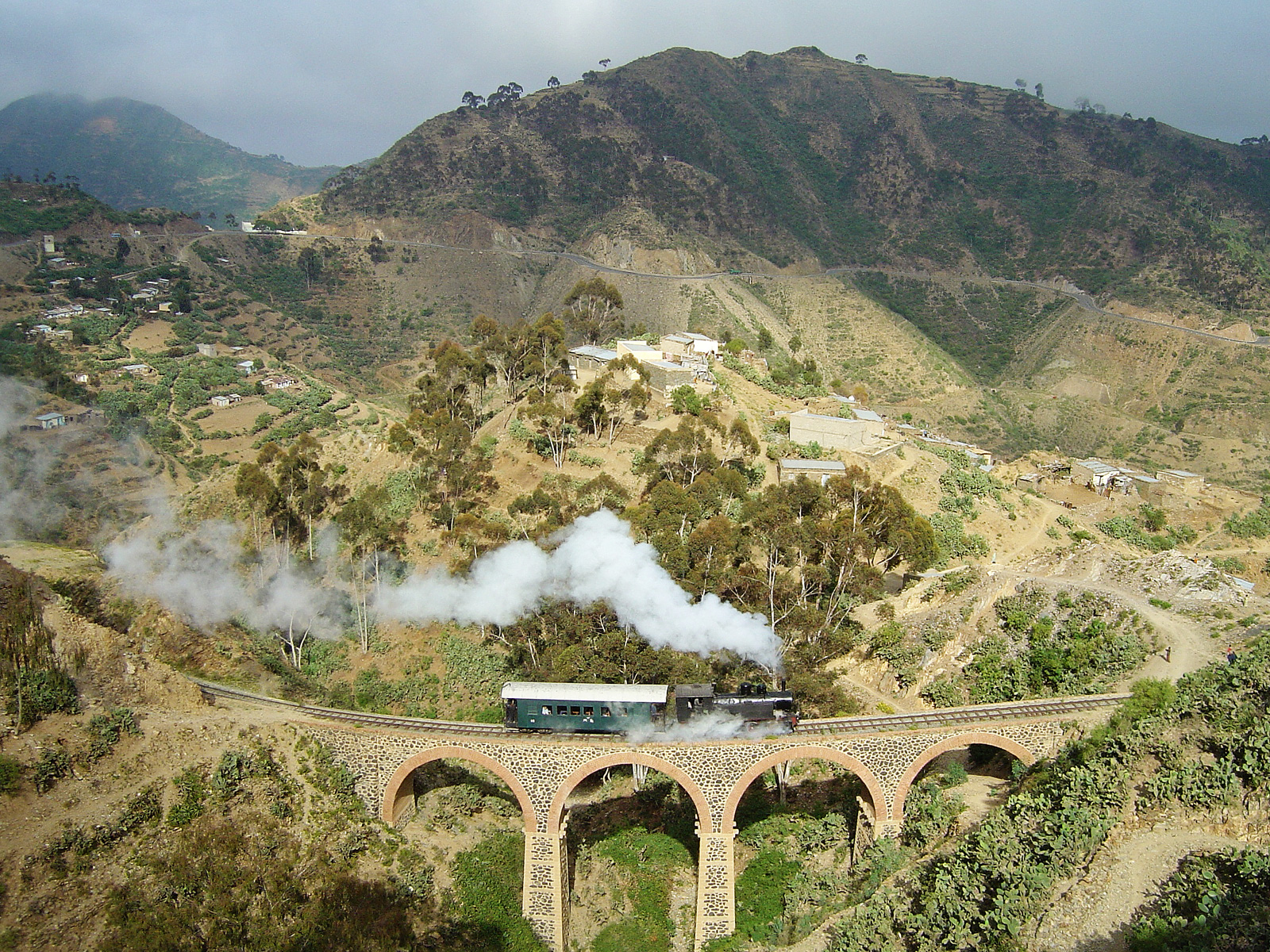
Ferrocarril d'Eritrea construït pels italians.

Poc després de la derrota i mort de l'emperador Joan IV d'Etiòpia en una guerra contra els dervixos sudanesos, el Regio Esercito italià establert a Massawa va ocupar una part de l'altiplà etiòpic, inclosa la ciutat d'Asmara, sobre la base de previs acords ambigus realitzats amb Menelik II el qual, amb la mort del rival, havia aconseguit fer-se reconèixer «Negus Neghesti». Amb el tractat que va seguir, Menelik II va acceptar la presència dels italians sobre l'altiplà i va reconèixer utilitzar a Itàlia com a canal de comunicació de preferència amb els països europeus. Aquest reconeixement va ser interpretat pels italians -i traduït de l'idioma amhàric, per consegüent- com l'acceptació d'un protectorat, i per cinc anys seria font de discòrdies entre tots dos països.
La política de progressiva conquesta d'Etiòpia es va concretar amb la Primera Guerra Italoetíop i va acabar en els fets amb la batalla d'Adwa el primer de març de 1896. Una de les peticions italianes durant la redacció del Tractat de Versalles després de la Primera Guerra Mundial va ser la de rebre la Somàlia Francesa i el Somalilàndia a canvi de la renúncia a la participació en la repartició de les colònies alemanyes. Va ser l'últim intent per part de l'estat liberal de perseguir la política de penetració a la Banya d'Àfrica.

### El segon intent: El Txad

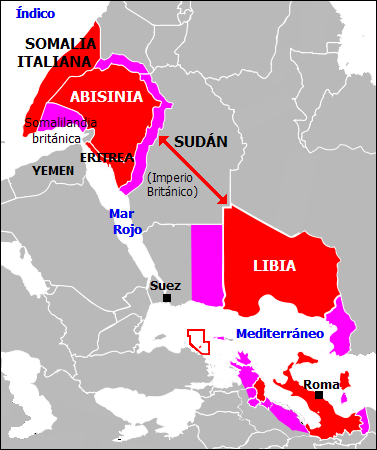
Mapa de l'Imperi colonial italià

El segon intent de crear un Imperi Colonial es posava com a objectiu el control d'una zona de territori que recorregués de la mar Mediterrània al golf de Guinea. El projecte no va ser mai explicat públicament, però va ser estratègicament clar durant les negociacions per al Tractat de Versalles i va causar friccions diplomàtiques amb França. Per realitzar aquest projecte, tenint quasi possessió formal sobre Líbia, el cos diplomàtic italià va demanar tenir la colònia alemanya del Camerun i va cercar obtenir, com a compensació per la seva participació en la guerra mundial, el traspàs de Txad de França al Regne d'Itàlia. El projecte va fracassar quan el Camerun va ser assignat a França i Itàlia obté només el Jubaland -la regió que comprèn el curs del riu Juba a l'est i el límit amb Kenya a l'oest-, a més a més d'una redefinició dels límits entre Líbia i Txad.

### La conquesta d'Etiòpia i el naixement de l'Imperi
El feixisme va buscar sobretot de presentar-se en manera diferent als límits d'Etiòpia, va intentar realitzar un tractat amistós amb la gestió del regent Haile Selassie. El mencionat acord es va concretar en 1928. En aquesta fase la colònia eritrea, sota l'administració del governador Jacopo Gasparini va intentar obtenir un protectorat sobre el Iemen i crear una base per a un imperi colonial sobre la península àrab, però Mussolini no volia enemistar-se amb Gran Bretanya i va aturar el projecte.

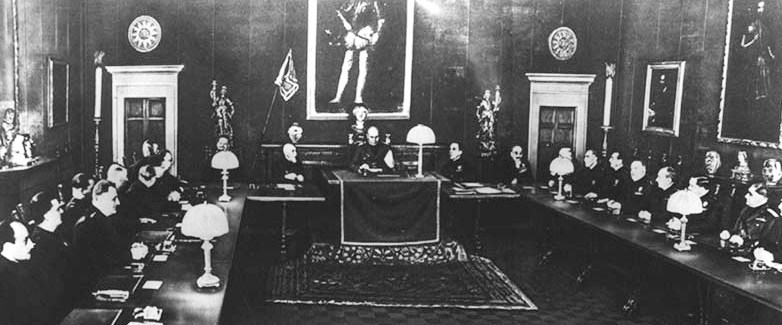
Al Palazzo Venezia (Roma), el Gran Consell del Feixisme proclama el naixement de l'Imperi italià.

Poc després de la completa conquesta de Líbia, succeïda a la fi dels anys 20, Benito Mussolini va manifestar la intenció de donar un Imperi a Itàlia i l'únic territori que romania lliure d'ingerències estrangeres era Abissínia (Etiòpia), encara que era membre de la Societat de Nacions. El projecte d'invasió va iniciar l'endemà de la conclusió dels acords sobre el tractat amistós i va concloure amb l'ingrés de l'exèrcit italià a Addis Abeba el 5 de maig de 1936.
Quatre dies més tard, va ser proclamat el naixement de l'Imperi italià i es va portar a terme el coronament de Víctor Manuel III com a Emperador d'Etiòpia, amb el títol de «Qesar», en lloc de l'esmentat de «Negus Neghesti».
Amb la conquesta de gran part d'Etiòpia es va procedir a una reestructuració de les colònies de la Banya d'Àfrica. Somàlia, Eritrea i Abissínia es van reunir al virregnat d'Àfrica Oriental Italiana (AOI).
Moltes obres van ser fetes pels italians a l'AOI, especialment viaris -com la carretera entre Asmara, Addis Abeba i Mogadiscio-. Fins i tot es van enviar molts milers de colons italians a desenvolupar les àrees agrícoles.
El projecte colonial va concloure amb l'ocupació britànica dels territoris subjectes al domini italià a l'AOI el 1941, durant la Segona Guerra Mundial.

## Fi de l'Imperi italià
L'Imperi italià va ser definitivament dissolt a la fi de 1943 amb la derrota d'Itàlia a la Segona Guerra Mundial, que va acabar el somni de Mussolini de fer d'Itàlia una «potència mundial», i els italians van ser expulsats del nord de l'Àfrica i de l'Àfrica oriental, per les forces britàniques i de la Commonwealth. Les tropes italianes a Albània, al Dodecanés i a les altres illes gregues van ser retirades a partir de setembre de 1943, però no sense cruents episodis (Massacre de Cefalònia), després de la caiguda de Mussolini.
Formalment Itàlia va ser privada de totes les seves possessions colonials amb el Tractat de París de 1947. El 1950 les Nacions Unides van reconèixer a Itàlia l'administració fiduciària de la Somàlia Italiana fins al 1960.